# Lance Deal
Lance Earl Deal (Riverton, 21 augustus 1961) is een voormalige Amerikaanse atleet, gespecialiseerd in kogelslingeren. Hij nam deel aan de Olympische Spelen van 1988, 1992, 1996 en 2000, waarbij hij eenmaal een zilveren medaille won. Hij was tevens van 1996 tot 2021 Amerikaans recordhouder in zijn specialiteit.

## Loopbaan
Deal veroverde die zilveren medaille bij zijn derde olympische optreden, namelijk op de Spelen van 1996 in Atlanta. Hij kwam daar bij het kogelslingeren tot een afstand van 81,12 m. Slechts de Hongaar Bálazs Kiss kwam met diens beste worp van 81,24 twaalf centimeter verder en won goud.
Deal werd ook tweemaal kampioen op de Pan-Amerikaanse Spelen, in 1995 en 1999.

## Titels
- Pan-Amerikaanse Spelen kampioen kogelslingeren - 1995, 1999
- Amerikaans kampioen kogelslingeren - 1989, 1993, 1994, 1995, 1996, 1998, 1999, 2000, 2002

## Persoonlijk record
| Onderdeel      | Prestatie       | Datum            | Plaats |
| -------------- | --------------- | ---------------- | ------ |
| kogelslingeren | 82,52 m (ex-AR) | 7 september 1996 | Milaan |
| kogelstoten    | 18,22 m         | 1984             |        |
| discuswerpen   | 61,62 m         | 1 juni 1984      | Eugene |

## Palmares

### kogelslingeren
- 1991: 7e in kwal. WK - 72,90 m
- 1992: 7e OS - 76,84 m
- 1992:  Wereldbeker - 77,08 m
- 1993: 9e WK - 76,20 m
- 1994: 4e Grand Prix Finale - 79,06 m
- 1995: 5e WK - 78,66 m
- 1996:  OS - 81,12 m
- 1996:  Grand Prix Finale - 82,52 m (AR)
- 1999: 7e in kwal. WK - 75,29 m
- 2000: 8e in kwal. OS - 75,61 m
- 2000: 7e Grand Prix Finale - 77,47 m